# Star Light (映画)
『Star Light』（スターライト）は、2001年に製作された日本のミュージカル映画。90分、カラー。

## スタッフ
- 監督：金澤克次
- 助監督：関良平
- 脚本：加藤正人
- 脚本協力：湯河健太、野島瑞樹
- 照明：金子康博
- 録音：吉田憲義
- 音響効果：福島音響
- 編集：岡安編集室
- 撮影：谷川創平
- 制作：小川祥
- 主題曲：w-inds.「Paradox」
- ヘアメイク：永野久美
- 美術：遠藤光男
- 演技指導：左奈田恒夫

## キャスト
- 滝裕可里：高階郁子
- 今村白雪：小池こず絵
- 三橋伴美：長谷川春奈
- 平慶翔：大道悠太
- 中ノ森文子：生頼愛子
- w-inds.
- DA PUMP
- hiro
- MAX